# Jardín Botánico de Bath

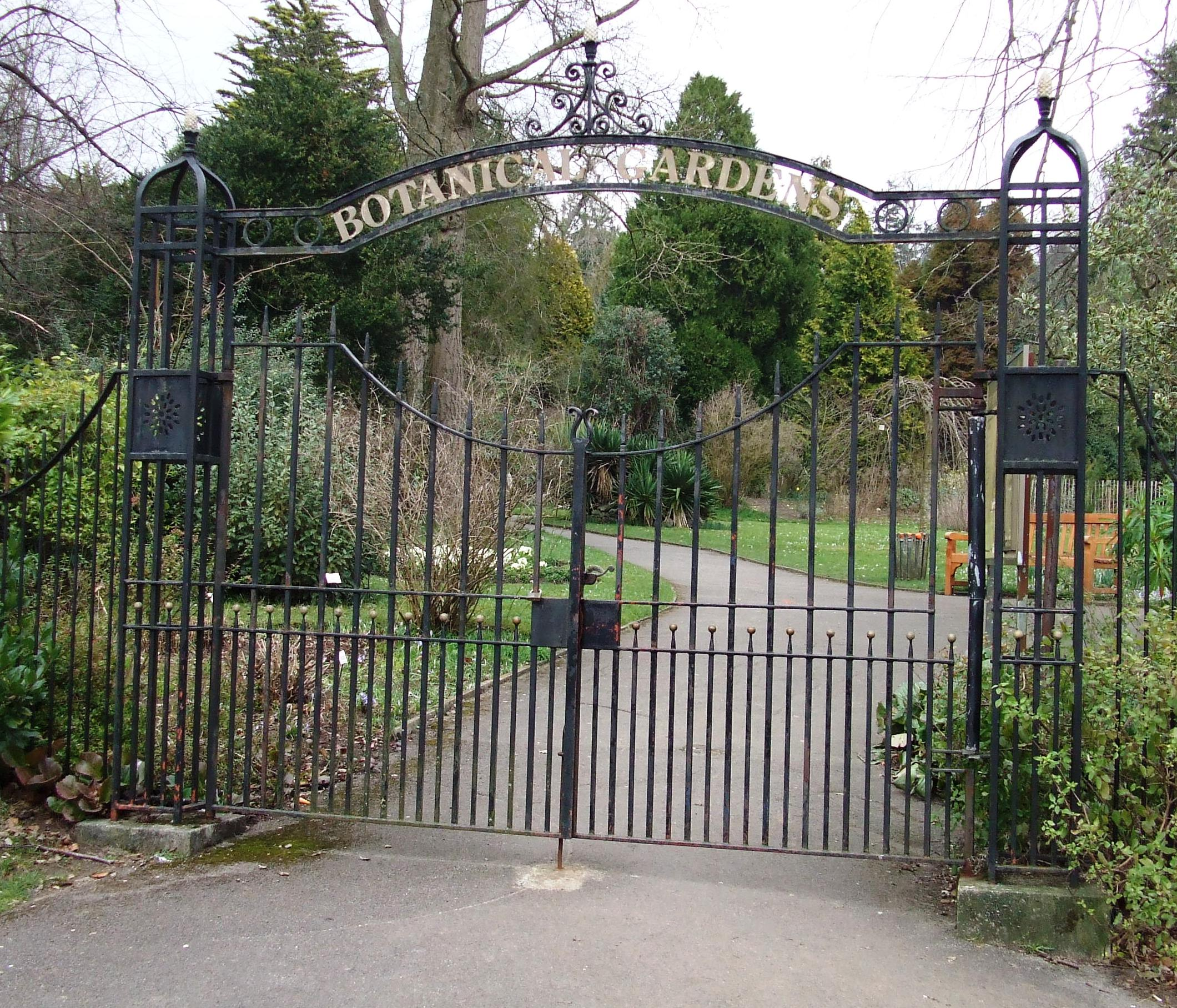
Verja de entrada del Jardín Botánico de Bath.

El Jardín Botánico de Bath en inglés : Jardines Harris es un jardín botánico de 9.5 acres (3.6 hectáreas) de extensión dentro de los 57 acres (23 hectáreas) del « Royal Victoria Park » que se encuentra en Bath en el condado inglés de Somerset. El jardín botánico fue creado en 1887, y su código de reconocimiento internacional como institución botánica así como las siglas de su herbario es BHBG.

## Localización
Bath Botanical Gardens Bath City Council, Department of Leisure, Pump Room, BATH, BA1 1LZ, U.K. Bath, United Kingdom-Reino Unido51°23′8.88″N 2°22′13.44″O / 51.3858000, -2.3704000

## Historia
En 1830, con motivo del 11 cumpleaños de Princesa Victoria, se construyó el parque de Bath « Royal Victoria Park », era el primer parque en llevar su nombre, e incluye un obelisco dedicado a ella. Era privado como parte del movimiento de creación de parques públicos de la era Victoriana, hasta que en 1921 fue asumido su control por el ayuntamiento de Bath.
El jardín botánico de Bath, se ubica en el interior de este parque, y fue creado en 1887 con una extensión de 9.5 acres a menos de una milla del centro de la ciudad de Bath en la esquina del noroeste del parque.
Para conmemorar su centenario en 1987 el jardín fue ampliado con los terrenos de una cantera abandonada « The Great Dell », que ha sido diseñado como un bosque con una gran colección de coníferas.

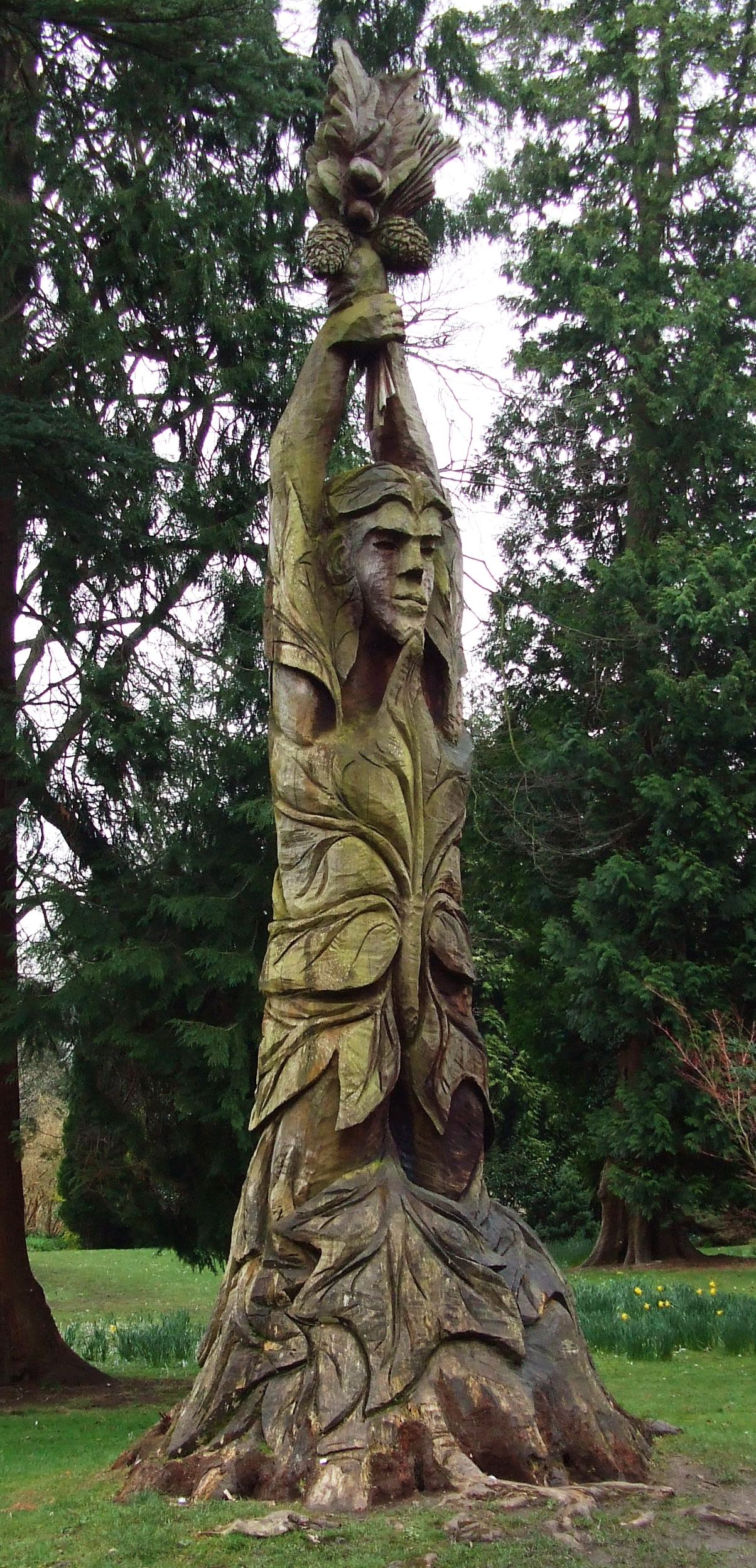
Árbol tallado en el Jardín Botánico de Bath.

## Colecciones
Plantas que se desarrollan en suelos alcalinos de arcillas. Colecciones de arbustos y árboles tropicales, incluyendo una añosa Barringtonia speciosa. Introducciones contemporáneas de plantas.
Son de destacar sus colecciones de
- Borduras de herbáceas
- Rocalla con plantas alpinas,
- Estanque con plantas acuáticas,
- Paseo de los sentidos, con numerosas plantas olorosas de temporada
- Rosaleda con una colección de rosas antiguas arbustivas,
- La réplica de un templo romano que se construyó para la exposición de British Empire Exhibition de Wembley en 1924.[2]
- Colección de coníferas, añadida en 1987.